# Sauqueville
Sauqueville település Franciaországban, Seine-Maritime megyében. Lakosainak száma 350 fő (2022. január 1.). Sauqueville Anneville-sur-Scie, Auppegard, Colmesnil-Manneville, Manéhouville, Offranville és Tourville-sur-Arques községekkel határos.

## Népesség
A település népessége az elmúlt években az alábbi módon változott:
| Lakosok száma | 377  | 371  | 364  | 345  | 350  | 349  | 342  | 346  | 350  |
|               | 2013 | 2015 | 2016 | 2017 | 2018 | 2019 | 2020 | 2021 | 2022 |